# Semayu
Semayu is een bestuurslaag in het regentschap Wonosobo van de provincie Midden-Java, Indonesië. Semayu telt 1569 inwoners (volkstelling 2010).